# 小行星6783
小行星6783（英語：6783 Gulyaev）是一颗围绕太阳公转的小行星。1990年9月24日，柳德米拉·切爾尼赫在克里米亚发现了此天体。
这颗小行星的绝对星等为329.05199等。